# Rhinocricus sublaevis
Rhinocricus sublaevis är en mångfotingart som först beskrevs av Paul Gervais 1847.  Rhinocricus sublaevis ingår i släktet Rhinocricus och familjen Rhinocricidae. Inga underarter finns listade i Catalogue of Life.